# Mycetophylax glaber
Mycetophylax glaber är en myrart som beskrevs av Weber 1948. Mycetophylax glaber ingår i släktet Mycetophylax och familjen myror. Inga underarter finns listade i Catalogue of Life.